# Lac-Saint-Jean-Est
Lac-Saint-Jean-Est est une municipalité régionale de comté (MRC) et une circonscription foncière du Québec (Canada) dans la région du Saguenay–Lac-Saint-Jean. Elle a été constituée le 1er janvier 1982. Le chef-lieu de la MRC est la ville d'Alma. Ses bureaux administratifs ainsi que le siège du conseil s'y retrouvent.

## Géographie

### Entités territoriales
La MRC est constituée de quatorze municipalités locales et de quatre territoires non organisés.
| Nom                           | Statut                   | Population 2021 | Superficie (km2) | Densité (h/km2) | Ref |
| ----------------------------- | ------------------------ | --------------- | ---------------- | --------------- | --- |
| Alma                          | Ville                    | 30 331          | 230,3            | 131,7           |     |
| Belle-Rivière                 | Territoire non organisé  | 10              | 646,6            | 0,02            |     |
| Desbiens                      | Ville                    | 995             | 10,41            | 95,58           |     |
| Hébertville                   | Municipalité             | 2 500           | 268,8            | 9,3             |     |
| Hébertville-Station           | Municipalité de village  | 1 229           | 32,7             | 37,58           |     |
| L'Ascension-de-Notre-Seigneur | Municipalité de paroisse | 2 079           | 132,5            | 15,69           |     |
| Labrecque                     | Municipalité             | 1 328           | 157,3            | 8,44            |     |
| Lac-Achouakan                 | Territoire non organisé  | 0               | 240,9            | 0               |     |
| Lac-Moncouche                 | Territoire non organisé  | 0               | 260,2            | 0               |     |
| Lamarche                      | Municipalité             | 476             | 92,6             | 5,14            |     |
| Mont-Apica                    | Territoire non organisé  | 0               | 12,63            | 0               |     |
| Métabetchouan–Lac-à-la-Croix  | Ville                    | 4 121           | 193,8            | 21,26           |     |
| Saint-Bruno                   | Municipalité             | 2 902           | 76,5             | 37,93           |     |
| Saint-Gédéon                  | Municipalité             | 2 177           | 82,8             | 26,29           |     |
| Saint-Henri-de-Taillon        | Municipalité             | 803             | 62,49            | 12,85           |     |
| Saint-Ludger-de-Milot         | Municipalité             | 637             | 111,2            | 5,73            |     |
| Saint-Nazaire                 | Municipalité             | 2 029           | 144,8            | 14,01           |     |
| Sainte-Monique                | Municipalité             | 858             | 154,77           | 5,54            |     |
| Total                         | Total                    | 52 475          | 2 917,1          | 17,99           |     |

## Démographie
| 1921   | 1931   | 1941   | 1951   | 1956   | 1961   | 1966   | 1971   | 1976   |
| ------ | ------ | ------ | ------ | ------ | ------ | ------ | ------ | ------ |
| 13 358 | 20 222 | 25 245 | 31 128 | 38 273 | 43 920 | 45 662 | 45 220 | 45 558 |

| 1981   | 1986   | 1991   | 1996   | 2001   | 2006   | 2011   | 2016   | 2021   |
| ------ | ------ | ------ | ------ | ------ | ------ | ------ | ------ | ------ |
| 47 891 | 52 413 | 51 963 | 52 401 | 51 760 | 51 170 | 52 520 | 52 741 | 52 475 |

## Administration
Le conseil de la MRC est composé de 18 membres indirectement élus, soit chacun des maires des 14 municipalités auxquels se rajoutent quatre conseillers municipaux pour la ville d'Alma. Voici les principaux postes de gestion :
| Fonction            | Nom                                                     |
| ------------------- | ------------------------------------------------------- |
| Préfet              | Louis Ouellet (maire de l'Ascension de -Notre-Seigneur) |
| Préfet suppléant    | Sylvie Beaumont (mairesse d'Alma)                       |
| Directrice générale | Cynthia Tardif                                          |